# 3-hidroksiacil-KoA dehidrogenaza
3-hidroksiacil-KoA dehidrogenaza (EC 1.1.1.35, beta-hidroksiacil dehidrogenaza, beta-keto-reduktaza, 3-keto reduktaza, 3-hidroksiacil koenzim A dehidrogenaza, beta-hidroksiacil-koenzim A sintetaza, beta-hidroksiacilkoenzim A dehidrogenaza, beta-hidroksibutirilkoenzim A dehidrogenaza, 3-hidroksiacetil-koenzim A dehidrogenaza, -3-hidroksiacil koenzim A dehidrogenaza, -3-hidroksiacil KoA dehidrogenaza, beta-hidroksiacil KoA dehidrogenaza, 3beta-hidroksiacil koenzim A dehidrogenaza, beta-ketoacil-KoA reduktaza, beta-hidroksikiselina dehidrogenaza, 3-L-hidroksiacil-KoA dehidrogenaza, 3-hidroksiizobutiril-KoA dehidrogenaza, 1-specifična DPN-vezana beta-hidroksibutirna dehidrogenaza) je enzim sa sistematskim imenom (S)-3-hidroksiacil-KoA:NAD+ oksidoreduktaza. Ovaj enzim katalizuje sledeću hemijsku reakciju
()-3-hidroksiacil-KoA + + {\displaystyle \rightleftharpoons } 3-oksoacil-KoA + NADH + H+
Takođe oksiduje S-3-hidroksiacil-N-aciltioetanolamin i S-3-hidroksiacil-hidrolipoat. Neki enzimi deluju, sporije, sa NADP+. Imaju široku specifičnost za duge acilne lance (cf. EC 1.1.1.211, 3-hidroksiacil-KoA dehidrogenaza).

## Literatura
- Nicholas C. Price; Lewis Stevens (1999). Fundamentals of Enzymology: The Cell and Molecular Biology of Catalytic Proteins (Third изд.). USA: Oxford University Press. ISBN 019850229X.
- Eric J. Toone (2006). Advances in Enzymology and Related Areas of Molecular Biology, Protein Evolution (Volume 75 изд.). Wiley-Interscience. ISBN 0471205036.
- Branden C; Tooze J. Introduction to Protein Structure. New York, NY: Garland Publishing. ISBN 0-8153-2305-0.
- Irwin H. Segel. Enzyme Kinetics: Behavior and Analysis of Rapid Equilibrium and Steady-State Enzyme Systems (Book 44 изд.). Wiley Classics Library. ISBN 0471303097.

## Spoljašnje veze
- 3-hydroxyacyl-CoA+dehydrogenase на 